# Sinatra at the Sands
Sinatra at the Sands è un album dal vivo del cantante statunitense Frank Sinatra, pubblicato nel 1966.

## Il disco
Il disco è stato registrato presso il Sands Hotel & Casino di Las Vegas e vede la partecipazione del pianista Count Basie, della Count Basie Orchestra e di Quincy Jones, nel ruolo di direttore e arrangiatore.

## Tracce
1. Come Fly with Me
2. I've Got a Crush on You
3. I've Got You Under My Skin
4. The Shadow of Your Smile
5. Street of Dreams
6. One for My Baby (and One More for the Road)
7. Fly Me to the Moon
8. One O'Clock Jump (Instrumental)
9. The Tea Break
10. You Make Me Feel So Young
11. All of Me (Instrumental)
12. The September of My Years
13. Get Me to the Church on Time
14. It Was a Very Good Year
15. Don't Worry 'Bout Me
16. Makin' Whoopee
17. Where or When
18. Angel Eyes
19. My Kind of Town
20. A Few Last Words
21. My Kind of Town (Reprise)